# Roberta Silva Bittencourt
Roberta Silva Bittencourt es una deportista brasileña que compitió en judo. Ganó una medalla de plata en el Campeonato Panamericano de Judo de 2005, en la categoría de –57 kg.

## Palmarés internacional
| Campeonato Panamericano | Campeonato Panamericano | Campeonato Panamericano | Campeonato Panamericano |
| Año                     | Lugar                   | Medalla                 | Categoría               |
| ----------------------- | ----------------------- | ----------------------- | ----------------------- |
| 2005                    | Caguas (Puerto Rico)    | Medalla de plata        | –57 kg                  |